# Fortunato Federici
Fortunato Federici (Esine, 11 agosto 1778 – Padova, 12 maggio 1842) è stato un filologo e bibliotecario italiano.

## Biografia
Nacque a Esine nel 1778 da Francesco e da Antonia Guadagnini e fu battezzato col nome di Paolo Evangelista. Si trasferì a Padova dallo zio materno don Leopoldo Guadagnini per dedicarsi agli studi di teologia, diritto canonico e discipline monastiche. A diciotto anni, nel 1796, entrò nel monastero di Santa Giustina e assunse l'abito benedettino col nome di Fortunato.
Il 17 settembre 1802 fu ordinato sacerdote. Si dedica con passione allo studio dei classici e nel 1805 viene nominato coadiutore del Bibliotecario dell'Università di Padova.
Nel 1809 pubblicò la sua opera più famosa, gli Annali della tipografia Volpi-Cominiana, ossia il catalogo delle edizioni stampate dal 1717 al 1756 (e dagli eredi fino al 1782) nella tipografia fondata a Padova dai fratelli Giannantonio e Gaetano Volpi e affidata allo stampatore Giuseppe Comino. Con l'aggiunta di un'Appendice, uscita nel 1817, è tuttora la bibliografia di riferimento per le cominiane.
Nel 1821 divenne vice bibliotecario e nel 1836 bibliotecario dell'Università di Padova. Con Luigi Carrer curò la compilazione del Dizionario della lingua italiana, pubblicato a Padova dal 1827 al 1830 in sette volumi, concepito come rifacimento e aggiornamento della quarta edizione del Vocabolario della Crusca.
Il 19 gennaio 1832 divenne socio dell'Accademia delle scienze di Torino.
Muore nel 1842 a 63 anni e viene sepolto a Padova, dove gli vengono tributate solenni esequie nella Cattedrale.

## Opere
- Annali della tipografia Volpi-Cominiana colle notizie intorno la vita e gli studj de' fratelli Volpi, Padova, nel Seminario, 1809.
- Appendice agli Annali della tipografia Volpi-Cominiana, Padova, nel Seminario, 1817.
- Dizionario della lingua italiana, [a cura di Luigi Carrer e Fortunato Federici], 7 voll., Padova, nella Tipografia della Minerva, 1827-1830.